# ジャルコ・クユンジスキ
ジャルコ・クユンジスキ（マケドニア語: Жарко Кујунџиски、1980年5月19日 - ）はマケドニアの小説家、エッセイスト、脚本家、詩人、翻訳家、映画評論家。

## 経歴
1980年マケドニア、スコピエ生まれ。1998年から2000年にかけてアマチュア劇団の監督を務める。スコピエのブラジェ・コネスキ大学文献学部に在学中、学部生たちが手掛ける文学マガジンの編集に携わる。2003年、同大学を卒業し、2009年にスコピエの聖キリル・メソディウス大学比較文学部にて修士論文『アメリカ文学及びマケドニア文学におけるマイクロフィクションの様相』で修士号を取得。当論文はマイクロフィクションをテーマにした世界で初めての論文である。
2003年、23歳の時Spectatorで小説家としてデビュー。英語版は2011年、ポーランド語版が2012年に出版された。現代マケドニア文学史において初めて5言語で翻訳された作品とされる。
これまでに11の作品を発表している。作品は英語、セルビア語、クロアチア語、スロヴェニア語、ポーランド語、ドイツ語、トルコ語、ブルガリア語、イタリア語、ウクライナ語、アルバニア語に翻訳されている。マケドニア国内や他の国々（クロアチア、スロヴェニア、ウクライナ、セルビア、ブルガリア、アメリカ合衆国、スリランカ、コソヴォ）において多くのアンソロジーに収録されている。
1997年より、継続的にマケドニア全土のみならず諸外国の新聞や雑誌に、文学・映画・文化・社会に関するコラムや記事、レビュー、評論文、エッセイを寄稿している。
翻訳も手掛けており、トルーマン・カポーティの『ティファニーで朝食を』のマケドニア語版や、ズラトコ・クユンジスキとの共訳で『パルプ・フィクション』の脚本を英語からマケドニア語へ翻訳した。
その他、マケドニアの出版社アントローグやマケドニア語のオンライン文芸マガジンReperの編集長を勤める。

## 作品
- Spectator (роман 2003, прво издание)
- Ендрју, љубов и други непогоди (драми 2004)
- Америка (роман 2006, прво издание)
- Сузан (песни 2008, како Џеси Блејз)
- Најдено-загубено (роман 2008, прво издание)
- 13 (раскази 2010)
- Мојата Сузан повторно девојка (песни 2011, како Џеси Блејз)
- Најкраткото долго (студија, 2012)
- Скопје и сè е можно (роман, 2013)
- Тино од мојот влез, (сликовница за деца, 2015)
- Ние предметите (поезија 2016)
- Сфинга на гневот (роман 2020)
- Новите авантури на Тино од мојот влез (сликовница за деца, 2021)

## 英訳された作品
- “When the glasses are lost” “Best European fiction 2013” 訳者：ニコルチェ・ミチコスキ、エレナ・ミトレスカ・ウェイス　ドーキー・アーカイブ　マケドニア語版では短編集”13”(2010)に収録
- “Story Addict” “Contemporary Macedonian Fiction” 2019 訳者：ポール・フィレフ　ドーキー・アーカイブ　マケドニア語版では短編集”13”（2010年）に収録